# Pistillina brunneola
Pistillina brunneola är en svampart som beskrevs av Pat. 1887. Pistillina brunneola ingår i släktet Pistillina och familjen trådklubbor.   Inga underarter finns listade i Catalogue of Life.